# Seznam belgijskih zdravnikov
Seznam belgijskih zdravnikov.

## B
- Jules Bordet

## C
- Albert Claude

## D
- Jean-Ovide Decroly (1871-1932) (psihiater in pedagog)
- Christian De Duve

## H
- Corneille Heymans
- Albert Hustin

## P
- Cesar de Paepe

## S
- Louis-Joseph Seutin